# Kymi (Griechenland)

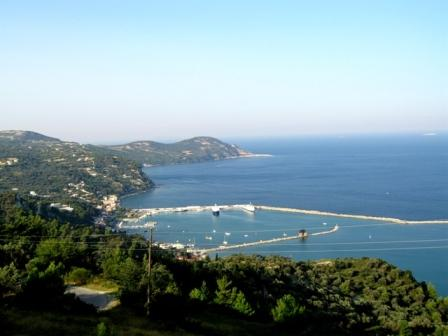
Kymi, Blick auf den Hafen

Kymi (griechisch Κύμη [ˈkʲimi], (f. sg.)) ist eine Kleinstadt an der Ostküste der griechischen Insel Euböa mit (2011) 2870 Einwohnern.
Bis 2010 bildete sie mit zahlreichen umliegenden Ortschaften außerdem eine Gemeinde, die anlässlich des Kallikratis-Programms mit vier weiteren Gemeinden in der neu geschaffenen Gemeinde Kymi-Aliveri aufging und seither einen Gemeindebezirk derselben bildet.
Die Stadt Kymi liegt auf etwa 250 m Höhe über dem Meer. Die Stadt Kyme des Altertums, deren Wurzeln weit in die Antike zurückreichen, war möglicherweise namensgebend für die älteste griechische Kolonie Cumae in Unteritalien. Heute ist der Ort vom innergriechischen Tourismus geprägt, besonders als Badeort und Yachthafen für Urlauber aus dem Athener Ballungsraum und für Griechen mit Wurzeln aus Kymi. So kann die Einwohnerzahl im Sommer teilweise 20.000 Einwohner erreichen. Kymi besitzt den einzigen Hafen an der Ostküste der Insel, von hier bestehen Fährverbindungen zur Insel Skyros und zu den Nördlichen Sporaden.
Zu Kymi gehört die südlich liegende Ortschaft Oxylithos (Οξύλιθος, (m. sg.)), die wie der Name („spitzer Stein“) sagt, am Hang eines spitzen Hügels vulkanischen Ursprungs liegt. 
Kymi ist der Geburtsort des Mediziners George Nicolas Papanicolaou.